# Берёзовка (Хмельницкий район)
Берёзовка (укр. Березівка, до 2024 года — Першотравневое) — село в Хмельницком районе Хмельницкой области Украины.
Население по переписи 2001 года составляло 50 человек. Почтовый индекс — 31113. Телефонный код — 3854. Занимает площадь 0,121 км². Код КОАТУУ — 6824280706.

## Происхождение названия
Село было названо в честь праздника весны и труда Первомая, отмечаемого в различных странах 1 мая; в СССР он назывался Международным днём солидарности трудящихся.
На территории Украиской ССР имелись 50 населённых населённых пунктов с названием Першотравневое и 27 — с названием Первомайское.

## Местный совет
31112, Хмельницкая обл., Хмельницкий р-н, с. Березное